# Great Expectations (pel·lícula de 1998)
|  | Per a altres significats, vegeu «Great Expectations». |

Great Expectations és una pel·lícula estatunidenca d'Alfonso Cuarón estrenada el 1998. Transposició de la novel·la homònima de Charles Dickens a la dècada del 1990, canviant el Londres original per Nova York.

## Argument
Narra la història d'un jove de classe mitjana baixa anomenat Finn, que essent un nen s'enamora d'una noia anomenada Estella, que viu al costat de la seva frustrada tia i és d'una classe social privilegiada. Estella es converteix en la inspiració per als dibuixos de Finn i al seu torn en el seu dolorós i obsessiu amor. Inesperadament Finn que és enviat a Nova York, es convertirà en un famós pintor, gràcies a l'ajuda d'un desconegut benefactor a més de lluitar per l'amor de Estella.

## Repartiment
- Ethan Hawke: Finnegan Finn Bell
- Gwyneth Paltrow: Estella
- Chris Cooper: Oncle Joe
- Hank Azaria: Walter Plane
- Anne Bancroft: Sra. Nora Dinsmoor
- Robert De Niro: Arthur Lustig
- Josh Mostel: Jerry Ragno
- Kim Dickens: Maggie
- Neve Campbell: Erica Thrall
- Gabriel Mick: Owen
- Stephen Spinella: Carter Macleish

## Observacions

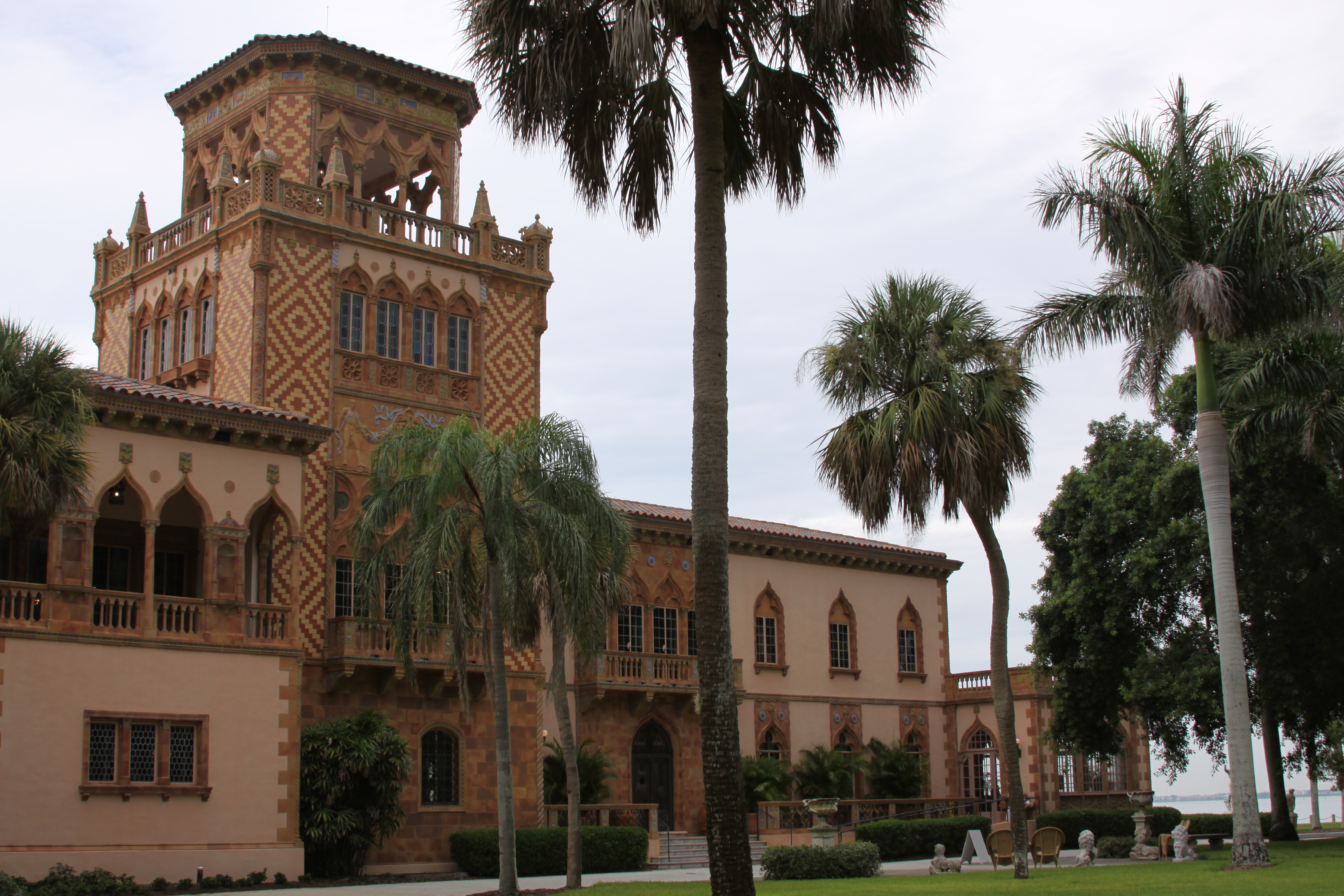
Cà de Zan, la residència de Mable i John Ringling, classificada monument històric.

- La casa de Ms Dinsmoor és el Cà de Zan, casa construïda a Sarasota, Florida, el 1926 pel magnat del circ John Ringling i la seva dona Mable.[2]
- Els retrats que fa el personatge de Finn Bell, dibuixats originalment per Francesco Clemente, poden recordar els d'Egon Schiele.[2]